# Villanueva de Henares
Villanueva de Henaresr ist ein spanischer Ort in der Provinz Palencia der Autonomen Gemeinschaft Kastilien und León. Der ehemals selbständige Ort wurde in den 1970er Jahren zu Aguilar de Campoo eingemeindet. Villanueva de Henares liegt zwölf Kilometer nordöstlich vom Hauptort der Gemeinde und ist über die Straße PP-6303 zu erreichen.

## Sehenswürdigkeiten
- Kirche San Martín, erbaut im 16. Jahrhundert
- Piedra de Sansón, prähistorischer Menhir
- Prächtige Herrenhäuser